# Abdulrahman Mohamed
Abdulrahman Mohamed Abdullah (1º ottobre 1963) è un ex calciatore emiratino, di ruolo difensore.